# Bingo Merriex
Bingo Asante Merriex (* 24. November 1980 in Wichita Falls, Texas) ist ein ehemaliger US-amerikanischer Basketballspieler. In Deutschland spielte er in der Basketball-Bundesliga für Tübingen und Ludwigsburg sowie in der 2. Bundesliga für Nürnberg. In der Bundesliga-Saison 2005/06 war Merriex der beste Rebounder der höchsten deutschen Spielklasse und erzielte im Durchschnitt ein Double-double für Tübingen. Neben Stationen im Libanon, Italien und der Ukraine spielte Merriex für Vereine aus Deutschland, Frankreich und Belgien jeweils in den höchsten beiden Spielklassen. In den letzten Jahren seiner Zeit als Berufsbasketballspieler stand Merriex bei Mannschaften in Japan unter Vertrag.

## Karriere
Merriex studierte an der Texas Christian University in Fort Worth und spielte für die Horned Frogs genannte Hochschulmannschaft in der ersten NCAA-Division. Er wurde einer der erfolgreichsten Korbschützen und Rebounder in der Geschichte dieser Hochschule.
Nach dem Studium spielte er zunächst in der Sommerliga United States Basketball League bei einer Mannschaft aus seinem Heimatstaat, bevor er eine Saison im Libanon spielte. Im darauffolgenden Sommer kehrte er in die USBL zurück, bevor er einen Vertrag im italienischen Imola bei Andrea Costa in der zweiten Liga LegADue unterschrieb. Nach einer Saison wechselte er in die deutsche Basketball-Bundesliga (BBL) nach Walter Tigers Tübingen. Nach einem Trainerwechsel im Januar 2006 schafften die Tübinger unter Trainer Aaron McCarthy den Klassenerhalt in der Saison 2005/06, an dem Merriex mit über 16 Punkten und gut 10 Rebounds pro Spiel und damit einem Double-Double im Schnitt maßgeblichen Anteil hatte. Damit war er auch insgesamt der beste Rebounder der Liga in dieser Spielzeit. Danach wechselte er ins belgische Mons im Hennegau, wo er mit dem dort ansässigen Klub unter anderem im ULEB Eurocup aktiv war. Trotzdem war er dort nicht sonderlich erfolgreich, da seine Spielanteile deutlich geringer waren, so dass er seine Kontakte nach Tübingen auffrischte und von Trainer McCarthy in der darauffolgenden Spielzeit zurückgeholt wurde. Seine Rolle war aber in der zweiten Tübinger Saison leicht verändert, obwohl er mit über 110 Kilogramm Gewicht ein sehr athletischer und kräftiger Forward war, waren die Mehrzahl seiner Würfe in der Saison 2007/08 Dreipunktwürfe. Seine Statistiken waren auch mit 11 Punkten und knapp 8 Rebounds im Schnitt nicht mehr so gut wie zwei Spielzeiten zuvor. 
Zur Saison 2008/09 wechselte Merriex an die französische Atlantikküste und spielte für STB Le Havre in der LNB Pro A sowie ein weiteres Mal im Eurocup. Danach wechselte er 2009 ins flandrische Aalst, wo er von dem ehemaligen Bundesliga-Trainer Brad Dean betreut wurde. In der Saison 2010/11 kehrte er kurz vor Saisonbeginn in die Bundesliga zurück und wurde von EnBW Ludwigsburg verpflichtet, dem Rivalen seines ehemaligen Tübinger Vereins. Ende November 2010 endete sein Vertrag und wurde nicht verlängert, daraufhin wechselte Merriex in die ukrainische Superleague. In der Saison 2011/12 spielt er wieder in Belgien beim Verein aus Pepinster unter Trainer McCarthy. Die Spielzeit verlief jedoch enttäuschend und man wurde mit fünf Siegen aus 32 Spielen abgeschlagen Tabellenletzter. Anschließend wechselte Merriex zurück in die erste französische Liga zu Stade Lorrain Université Club aus Nancy. Nancy verpasste den Einzug in die Play-offs um die Meisterschaft deutlich und rettete sich mit einem Sieg Vorsprung auf den letzten Nicht-Abstiegsplatz. Nach dem Ende der Spielzeit bekam Merriex zunächst keinen neuen Vertrag, bevor er im Dezember einen zunächst befristeten Vertrag beim deutschen Zweitligisten Rent4office Nürnberg unterschrieb. Danach ging er nach Japan.
Nach dem Ende seiner Spielerlaufbahn ging Merriex in sein Heimatland zurück und setzte ab Juni 2022 sein Studium an der Texas Christian University fort, da er die Hochschule 2003 ohne Abschluss verlassen hatte. Diesen erlangte er im Dezember 2022.